# Maria das Neves
Maria das Neves Ceita Baptista de Sousa (nascuda en 1958) és una política africana que fou primera ministra de São Tomé i Príncipe. Fou una figura clau en el Moviment per l'Alliberament de São Tomé i Príncipe/Partit Socialdemòcrata (MLSTP-PSD) i esdevingué la primera dona cap de govern del seu país.

## Carrera
Maria das Neves va estudiar ciències econòmiques a Cuba, on es va especialitzar en finances públiques. Abans de convertir-se en cap de govern, Maria das Neves va treballar com a funcionària del Ministeri d'Hisenda al Banc Mundial i a l'UNICEF. Es va casar i quan les seves dues filles havien crescut, va ocupar importants càrrecs en el govern: Ministre d'Economia (1999-2001), Ministre de Finances 2001/02 i ministre de Comerç, Indústria i Turisme (2002).
En 2001 Fradique de Menezes fou elegit president amb suport del Partit de Centre, però no tenia una majoria clara al oarlament, i com a resultat es produí una cohabitació inesetble amb un gran nombre de ministeris de curta durada encapçalats pel partit de l'oposició. Sota el govern del socialista Gabriel Costa es va formar una coalició de tres partits i das Neves fou membre del govern.

## Primera Ministra de São Tomé i Príncipe
Ella va ocupar el càrrec de primera ministra del 7 d'octubre de 2002 i fins al 18 de setembre de 2004, i va ser la primera dona de la nació cap de govern. El president Fradique de Menezes nomenà das Neves primera ministra després que el Govern tripartit de la Unitat Nacional dirigit per Gabriel Costa es col·lapsés després de les queixes de les promocions més recents de l'exèrcit. El país es trobava en una situació difícil, força endeutat i dependent de l'ajuda. Va haver-hi desacords i lluites de poder. Quan se signà un acord petrolier amb Nigèria, es va produir un cop militar el 16 de juliol de 2003. El President estava a l'estranger i l'exèrcit i mercenaris van passar a l'acció, arrestant das Neves i altres funcionaris del govern. Els líders del cop es van queixar de la corrupció i que els ingressos obtinguts del petroli no es distribuïen equitativament. Gràcies a la pressió internacional es va arribar a un acord i en una setmana Menezes fou restablert. Das Neves fou hospitalitzada després de patir un lleu infart. Va dimitir com a primer ministre, però va acceptar continuar quan el president Menezes va reaafirmar la seva confiança en ella.
El president Menezes la va destituir del càrrec el 15 de setembre de 2004 i va demanar al seu partit que seleccionés un nou primer ministre, després que ella i el seu govern fossin acusats de corrupció. Ella va negar la participació en pràctiques corruptes. Tres dies després de la seva destitució va jurar un nou govern dirigit per Damião Vaz d'Almeida. Das Neves fou elegida aleshores diputada de l'Assemblea.

## Posterior,emt
Maria das Neves és membre del Consell de Dones Líders del Món, una xarxa internacional de dones presidentes i primeres ministres antigues i actuals, que té la tasca de mobilitzar les dones líders de més alt nivell a nivell mundial per a l'acció col·lectiva en temes de crítica importància per a les dones i el desenvolupament equitatiu.